# Eutardigrada
Eutardigrada es una clase perteneciente al filo Tardigrada. Está dividida en dos órdenes. Fue descrito en 1929 por el zoólogo alemán Ernst Marcus. Este taxón cuenta con más de 700 especies.
El orden Apochela se compone de una sola familia, Milnesiidae, con dos géneros: Milnesium y Limmenius. Milnesium tardigradum se puede encontrar en todo el mundo y es una de las especies más grandes entre los tardígrados (hasta 1,4 mm); especies de aspecto similar se han encontrado en ámbares del periodo Cretácico. El resto de especies pertenecen al otro orden, Parachaela. 
Se alimentan de organismos microscópicos, por lo que pueden ingerir algas, nematodos, rotíferos, protozoos de gran tamaño, entre otros. La mayoría de las especies de eutardígrados son formas de agua dulce y vida terrestre; sin embargo, algunas especies también habitan en agua salada.

## Características
Las características morfológicas que definen al grupo son las siguientes:
- La cutícula externa presenta un aspecto liso, eventualmente granular y con ciertas protuberancias alrededor de la capa externa. No poseen placas ni otras estructuras sólidas sobre aquella cutícula.
- Los apéndices cefálicos y laterales característicos de los heterotardígrados no están presentes. Sin embargo, poseen elementos similares a papilas ubicadas en la boca.
- Cada apéndice locomotor tiene un par de garras dobles. La estructura de los apéndices y garras de los eutardígrados permiten la clasificación taxonómica de las subdivisiones de Eutardigrada.
- Presentan unas glándulas denominadas tubos de Malpighi, que cumplen la función de excreción. Mayoritariamente, cada especie posee de una a tres glándulas, una ubicada en la parte dorsal y otras en la sección lateral.

## Taxonomía

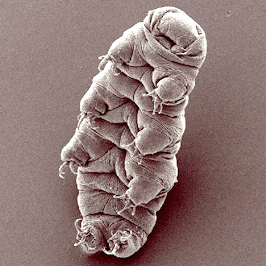
Espécimen de Hypsibius dujardini visto desde un microscopio electrónico de barrido.

- Eutardigrada
  - Parachaela
    - Eohypsiboiidea
      - Eohypsibiidae

    - Hypsibioidea
      - Calohypsibiidae
      - Hypsibiidae
      - Microhypsibiidae

    - Macrobiotoidea
      - Beornidae
      - Macrobiotidae
      - Necopinatidae
      - Richtersiidae[4]

  - Apochela
    - Milnesiidae